# Uroczystość Dziękczynienia

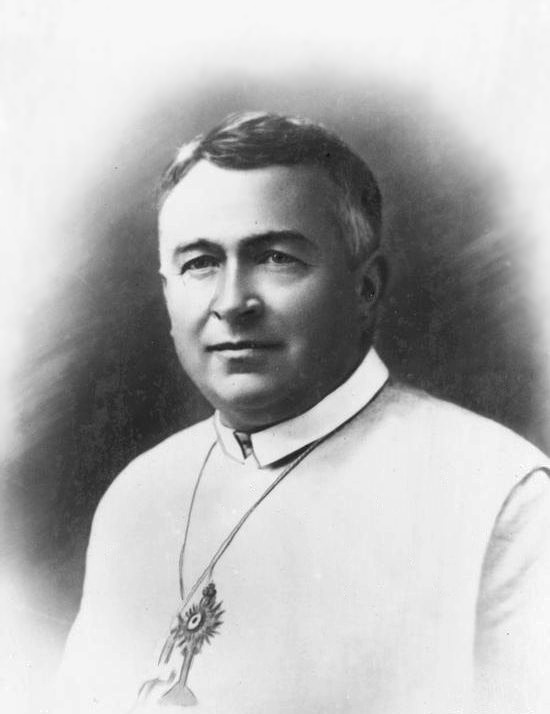
Arcybiskup Jan Maria Michał Kowalski

Uroczystość Dziękczynienia – jedno z ważniejszych świąt obchodzonych w Kościele Katolickim Mariawitów w ostatnią niedzielę października, wprowadzone odezwą arcybiskupa mariawitów Jana Marii Michała Kowalskiego 30 października 1938 roku.
W nauczaniu św. Marii Franciszki Kozłowskiej przyczyną grzechu pierworodnego był brak wdzięczności prarodziców za otrzymane od Boga dary i łaski. Gdyby Adam i Ewa za wszystko dziękowali Bogu, doceniliby wówczas wszystko, co posiadają, i nie daliby się zwieść pokusie szatana. Dopiero Pan Jezus w swojej Modlitwie Arcykapłańskiej wynagrodził Bogu Ojcu niewdzięczność ludzi. On też nauczył swoich uczniów jak mają dziękować Bogu, sprawując Eucharystię. Grecki wyraz εὐχαριστία oznacza dziękczynienie. Każda msza święta jest zatem dziękczynieniem składanym Bogu. Szczególnym momentem wdzięczności w liturgii chrześcijańskiej jest prefacja, w której wierni łączą się z aniołami w oddawaniu chwały Trójcy Świętej.
Święto Dziękczynienia ma rodowód amerykański, skąd zostało przejęte przez mariawitów żyjących w Stanach Zjednoczonych i Kanadzie. Stało się ono inspiracją do wprowadzenia wśród polskich mariawitów podobnej uroczystości. 
Arcybiskup M. Michał Kowalski wprowadził w Kościele Katolickim Mariawitów święto Dziękczynienia po zwolnieniu z więzienia w Rawiczu w 1938 roku. W październiku tegoż roku w klasztorze w Felicjanowie koło Płocka wystosował odezwę do wszystkich mariawitów w sprawie ustanowienia Święta Dziękczynienia i Święta Umarłych. W swojej odezwie w następujący sposób argumentował wprowadzenie nowego święta: Najmilszym i zarazem najkonieczniejszym naszym obowiązkiem jest dziękczynienie Panu i Bogu naszemu za wszystkie dary i łaski jakich Bóg nam użyczać raczy. Następnie arcybiskup powołał się na słowa prefacji o Przenajświętszym Sakramencie, w której Kościół wyraża wdzięczność Bogu za ustanowienie Eucharystii. Dalej w swym liście pisze: A nie tylko za tą łaskę, ale i za wszystkie inne, z tą największą związane, powinniśmy Panu i Bogu naszemu nieustannie dziękować. Bo wszystko, cokolwiek mamy i czem żyjemy, to od Boga mamy, Który na każdy dzień, owszem, na każdą chwilę, użycza nam Dóbr Swoich, abyśmy z nich korzystając, to życie ziemskie bogobojnie i dla Chwały Bożej przepędzili, i przez to na żywot wieczny z Bogiem, w szczęśliwości wiecznej, zasłużyli. Do niezliczonych dóbr i łask, jakiemi nas Opatrzność Boża obsypuje, należą też i coroczne zbiory z pól naszych, ogrodów i sadów; za te zbiory należy się od nas Panu Bogu szczególna chwała i dziękczynienie, o którem, niestety, nie wszyscy pamiętamy.
Arcybiskup M. Michał wskazał, aby każdego roku poświęcić jedną niedzielę na dziękczynienie, wskazując, iż ma być to niedziela przed uroczystością Wszystkich Świętych. Tego dnia wszyscy mariawici mają odprawić ofiarę mszy świętej na podziękowanie Panu Bogu za wszystkie płody ziemi i zbiory, a na koniec nabożeństwa odmówią lub odśpiewają dziękczynny hymn "Ciebie Boga chwalimy".
Teksty liturgiczne tego dnia wysławiają Boga za dzieło stworzenia i wszystkie otrzymane dary i łaski. Czytany jest fragment 3 rozdziału listu św. Pawła do Kolosan, zachęcający do składania Bogu dziękczynienia w każdej sytuacji. Następnie odczytywany jest urywek 6 rozdziału Ewangelii św. Jana o rozmnożeniu chleba i ryb. W modlitwie pokomunijnej składane jest dziękczynienie za przyjęcie Sakramentów i otrzymane Dzieło Wielkiego Miłosierdzia. W Uroczystość Dziękczynienia ołtarze w kościołach i kaplicach mariawickich są bogato przystrajane płodami rolnymi, warzywami, owocami, kwiatami i świeżym pieczywem, którym po skończonym nabożeństwie, wierni dzielą się i zanoszą do swoich domów.